# Zorocrates oaxaca
Zorocrates oaxaca is een spinnensoort uit de familie Zoropsidae. De soort komt voor in Mexico.